# Пеканка, Роберт
Роберт Пеканка (нем. Robert Pecanka, 2 июля 1930 — 11 марта 2013) — австрийский хоккеист на траве и футболист, нападающий; теннисист. Участник летних Олимпийских игр 1952 года.

## Биография
Роберт Пеканка родился 2 июля 1930 года.
Играл в хоккей на траве за «Пост» из Вены. В его составе в 1950—1960-х годах более 20 раз становился чемпионом Австрии.
Был одним из лидеров австрийского хоккея на траве в течение многих лет.
В 1952 году вошёл в состав сборной Австрии по хоккею на траве на Олимпийских играх в Хельсинки, поделившей 7-8-е места. Играл на позиции нападающего, провёл 4 матча, забил (по имеющимся данным) 1 мяч в ворота сборной ФРГ.
Играл в футбол на позиции правого нападающего. В 1953—1954 годах выступал за «Зиммеринг», провёл 6 матчей, забил 2 мяча. В 1964—1965 годах защищал цвета «Глогница», в 1965—1967 годах — венского «Ваккера». В 1967 году завершил игровую карьеру. Впоследствии работал тренером в венских «Фёрсте» и «Рапиде».
Кроме того, выступал в теннисе на национальном уровне. 
Продолжал заниматься спортом даже в преклонном возрасте: играл в ветеранских теннисных турнирах и ходил пешком в горы.
Работал в почтово-телеграфной службе.
Умер 11 марта 2013 года после тяжёлой продолжительной болезни.

## Семья
Старший брат — Йозеф Пеканка (1925—2015), немецкий и австрийский хоккеист на траве и футболист, тренер по футболу и хоккею на траве. Участник летних Олимпийских игр 1948 и 1952 годов как игрок, летних Олимпийских игр 1980 года как тренер.
Младший брат — Алоис Пеканка (1927—2018), австрийский футболист и хоккеист.
Сын — Роберт (Петцль) Пеканка, австрийский хоккеист на траве. Играл вместе с отцом за «Пост».
Племянница — Элеонора Пеканка (в замужестве — Бендлингер; род. 1956), австрийская хоккеистка на траве. Участница летних Олимпийских игр 1980 года.
Племянница — Бригитта Пеканка (в замужестве — Зеди; род. 1959), австрийская хоккеистка на траве. Участница летних Олимпийских игр 1980 года.